# Five Nations 1951

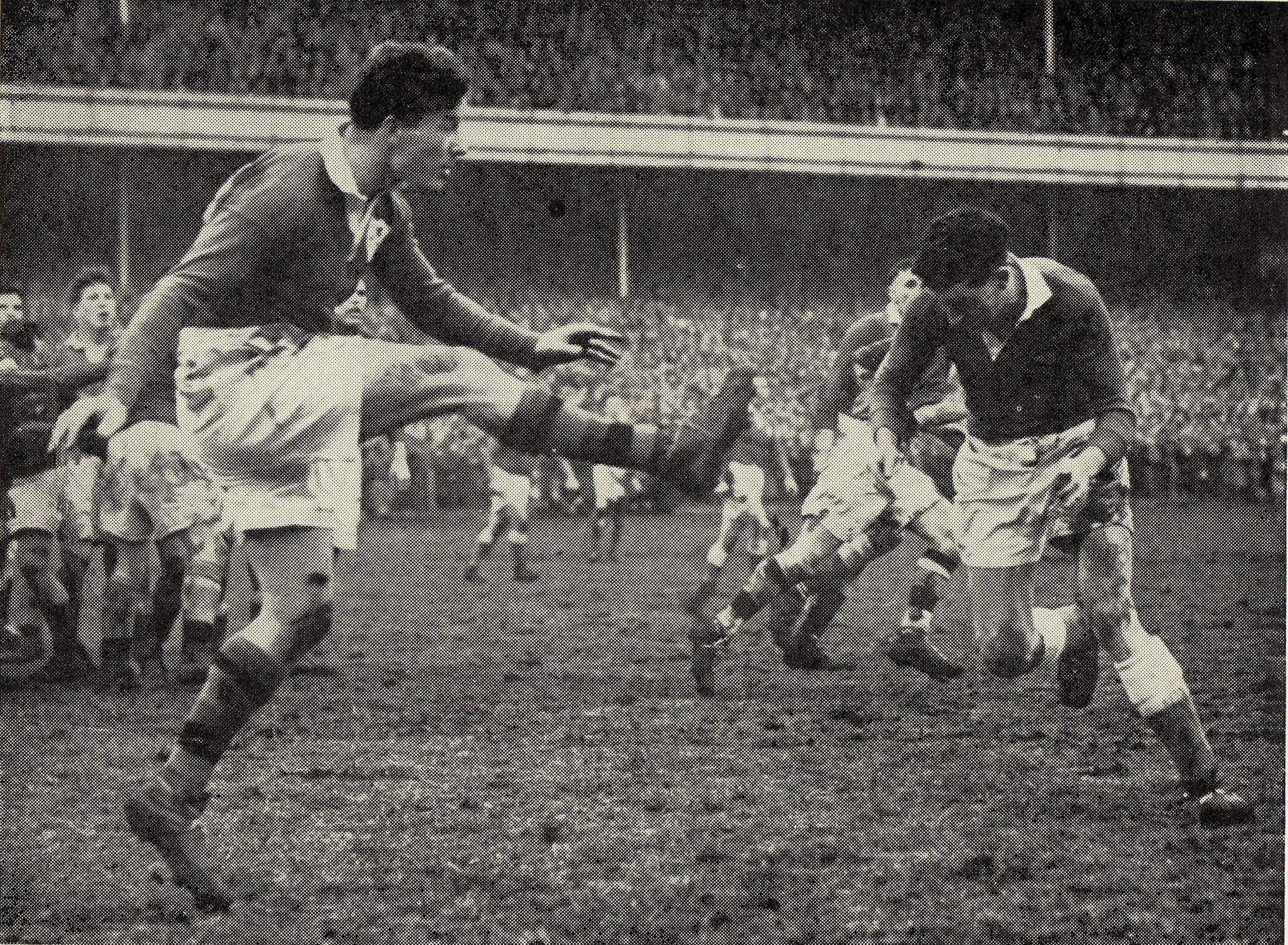
J.W. Kyle (Irland) beim Abstoß gegen Wales in Cardiff im März 1951, als der Waliser R. John zum Tackling ansetzt.

Die Ausgabe 1951 des jährlich ausgetragenen Rugby-Union-Turniers Five Nations (seit 2000 Six Nations) fand zwischen dem 13. Januar und dem 7. April statt. Turniersieger wurde Irland.

## Teilnehmer
| Land       | Stadion                        | Stadt             | Kapitän                              |
| ---------- | ------------------------------ | ----------------- | ------------------------------------ |
| England    | Twickenham Stadium             | London            | Vic Roberts / John Kendall-Carpenter |
| Frankreich | Stade Olympique Yves-du-Manoir | Colombes          | Guy Basquet                          |
| Irland     | Lansdowne Road                 | Dublin            | Karl Mullen                          |
| Schottland | Murrayfield Stadium            | Edinburgh         | Peter Kininmonth                     |
| Wales      | Cardiff Arms Park / St Helen’s | Cardiff / Swansea | John Gwilliam / Jack Matthews        |

## Tabelle
|    | Land       | Spiele | Siege | Unent. | Ndlg. | Spiel- punkte | Diff. | Tabellen- punkte |
| -- | ---------- | ------ | ----- | ------ | ----- | ------------- | ----- | ---------------- |
| 1. | Irland     | 4      | 3     | 1      | 0     | 21:16         | + 5   | 7                |
| 2. | Frankreich | 4      | 3     | 0      | 1     | 41:27         | + 14  | 6                |
| 3. | Wales      | 4      | 1     | 1      | 2     | 29:35         | − 6   | 3                |
| 4. | Schottland | 4      | 1     | 0      | 3     | 39:25         | + 14  | 2                |
| 4. | England    | 4      | 1     | 0      | 3     | 13:40         | − 27  | 2                |

## Ergebnisse
| 13. Januar 1951 | Frankreich                                                      | 14 : 12       | Schottland                               | Stade Olympique Yves-du-Manoir, Colombes Zuschauer: 35.000 Schiedsrichter: Thomas Pearce (England) |
| 13. Januar 1951 | Versuche: Mias Porthault Erhöhungen: Prat Straftritte: Prat (2) | (6:6) Bericht | Versuche: Rose (2) Straftritte: Gray (2) | Stade Olympique Yves-du-Manoir, Colombes Zuschauer: 35.000 Schiedsrichter: Thomas Pearce (England) |

| 20. Januar 1951 | Wales                                                           | 23 : 5        | England                                     | St Helen’s, Swansea Zuschauer: 50.000 Schiedsrichter: Michael Dowling (Irland) |
| 20. Januar 1951 | Versuche: K. Jones Matthews (2) Thomas (2) Erhöhungen: L. Jones | (8:0) Bericht | Versuche: Rittson-Thomas Erhöhungen: Hewitt | St Helen’s, Swansea Zuschauer: 50.000 Schiedsrichter: Michael Dowling (Irland) |

| 27. Januar 1951 | Irland                                           | 9 : 8         | Frankreich                                         | Lansdowne Road, Dublin Zuschauer: 45.000 Schiedsrichter: Thomas Pearce (England) |
| 27. Januar 1951 | Versuche: Clifford Nelson Straftritte: Henderson | (3:3) Bericht | Versuche: Matheu-Cambas Olive Erhöhungen: Bertrand | Lansdowne Road, Dublin Zuschauer: 45.000 Schiedsrichter: Thomas Pearce (England) |

| 3. Februar 1951 | Schottland                                                                                        | 19 : 0        | Wales | Murrayfield Stadium, Edinburgh Zuschauer: 81.000 Schiedsrichter: Michael Dowling (Irland) |
| 3. Februar 1951 | Versuche: Dawson Gordon (2) Erhöhungen: Inglis Thomson Straftritte: Thomson Dropgoals: Kininmonth | (3:0) Bericht |       | Murrayfield Stadium, Edinburgh Zuschauer: 81.000 Schiedsrichter: Michael Dowling (Irland) |

| 10. Februar 1951 | Irland                | 3 : 0   | England | Lansdowne Road, Dublin Zuschauer: 45.000 Schiedsrichter: Trevor Jones (Wales) |
| 10. Februar 1951 | Straftritte: McKibbin | Bericht |         | Lansdowne Road, Dublin Zuschauer: 45.000 Schiedsrichter: Trevor Jones (Wales) |

| 24. Februar 1951 | England            | 3 : 11        | Frankreich                         | Twickenham Stadium, London Zuschauer: 56.000 Schiedsrichter: Vivian Llewellyn (Wales) |
| 24. Februar 1951 | Versuche: Boobbyer | (3:5) Bericht | Versuche: Basquet Erhöhungen: Prat | Twickenham Stadium, London Zuschauer: 56.000 Schiedsrichter: Vivian Llewellyn (Wales) |

| 24. Februar 1951 | Schottland                          | 5 : 6         | Irland                                 | Murrayfield Stadium, Edinburgh Schiedsrichter: Thomas Pearce (England) |
| 24. Februar 1951 | Versuche: Sloan Erhöhungen: Thomson | (5:3) Bericht | Versuche: O’Brien Dropgoals: Henderson | Murrayfield Stadium, Edinburgh Schiedsrichter: Thomas Pearce (England) |

| 10. März 1951 | Wales                | 3 : 3         | Irland         | Cardiff Arms Park, Cardiff Schiedsrichter: William Murdoch (Schottland) |
| 10. März 1951 | Straftritte: Edwards | (3:3) Bericht | Versuche: Kyle | Cardiff Arms Park, Cardiff Schiedsrichter: William Murdoch (Schottland) |

| 17. März 1951 | England                          | 5 : 3         | Schottland        | Twickenham Stadium, London Schiedsrichter: Michael Dowling (Irland) |
| 17. März 1951 | Versuche: White Erhöhungen: Hook | (5:0) Bericht | Versuche: Cameron | Twickenham Stadium, London Schiedsrichter: Michael Dowling (Irland) |

| 7. April 1951 | Frankreich                                              | 8 : 3   | Wales              | Stade Olympique Yves-du-Manoir, Colombes Zuschauer: 36.681 Schiedsrichter: Michael Dowling (Irland) |
| 7. April 1951 | Versuche: Alvarez Erhöhungen: Prat Straftritte: Alvarez | Bericht | Versuche: K. Jones | Stade Olympique Yves-du-Manoir, Colombes Zuschauer: 36.681 Schiedsrichter: Michael Dowling (Irland) |